# ジョン・ボイド・ダンロップ
ジョン・ボイド・ダンロップ（John Boyd Dunlop, 1840年2月5日 - 1921年10月23日）は、スコットランドの発明家、獣医師。ダンロップ・ラバー株式会社の設立者。

## 人物
ダンロップはノース・エアーシャーのドレグホーンで農家の息子として生まれた。彼はエディンバラ獣医大学（現在のエディンバラ大学の一部）を卒業し、10年近くの間をエディンバラで獣医師として働いた後、北アイルランドのベルファストに転居する。しかし、アイルランドへの馬車の旅は、木製および固形ゴムの車輪のため乗り心地が悪く不快なものであった。この体験が、ダンロップに乗り心地の良い空気入りのタイヤの発明を決意させる。
ダンロップの息子は、三輪車で転んでばかりいた。そこでダンロップは、病気の牛の腸が溜まったガスで膨らんでいたことを思い出し、1887年10月、息子の三輪車で空気入りのチューブ式タイヤの実験を行ったところ、良好な結果を得た。次にダンロップは空気入りの自転車用タイヤを開発する。1888年12月に彼は空気入りタイヤの特許を取得した。
彼は翌年、世界初の実用的な空気入りタイヤを開発した。ダンロップより空気入りタイヤを提供された自転車レーサーのウィリー・ヒュームは、1889年度の自転車レースを総なめにした。これを見たアイルランド自転車協会会長のハーベイ・デュ・クロスは、ダンロップとともにダンロップ・ラバー株式会社を設立したが、空気入りタイヤの特許は1845年にもう一人のスコットランド人、ロバート・ウィリアム・トムソン（英語: Robert William Thomson）によって申請されていたため、1890年に無効通知が出た。そのため、トムソンとの法廷闘争を闘うこととなった。ダンロップは1895年に会社の経営をデュ・クロスに委ねて引退し、自らの発明からそれほどの利益を得ることはなかったが、1900年代以降、空気入りタイヤは自動車用タイヤとして大規模に使用され、彼の発明は交通輸送に大きな貢献を果たした。トムソンの1845年の発明にもかかわらず、ダンロップは現在ゴムタイヤの発明者として賞賛されている（トムソンが発明者としている資料もあるが）。
ダンロップは1921年にダブリンで死去した。2005年、自動車殿堂入り。
北アイルランドのポンド紙幣発行権を持つ銀行の一つ、ノーザン銀行が発行する10ポンド紙幣に肖像が使用されている。